# Občan X
Občan X (v anglickém originále Citizen X) je americký televizní film, který v roce 1995 natočil režisér Chris Gerolmo, podle scénáře, který si sám také napsal. Děj filmu vychází z knižní předlohy The Killer Department od Roberta Cullena.

## Děj
Viktor Burakov je soudním patologem. Když během jedné noci policie odveze na jeho pracoviště osm těl, je mu jasné, že v okolí řádí sériový vrah. Patolog dostane za úkol vypátrat pachatele. Zkostnatělá byrokracie však neumožňuje Bukarovi získat potřebné informace a pravomoci. V průběhu 80. let přibývá obětí, avšak pátrání je stále bezvýsledné.

## Obsazení
| Stephen Rea       | Viktor Burakov    |
| Donald Sutherland | plukovník Fetisov |
| Max von Sydow     | Buchanovskij      |
| Jeffrey DeMunn    | Andrej Čikatilo   |
| Joss Ackland      | Bondarčuk         |
| John Wood         | Gorbunov          |
| Radu Amzuliscu    | Federenko         |

## Zajímavosti
- film je natočen podle skutečných událostí sériového vraha Andreje Čikatila, který během dvanácti let zabil nejméně 53 osob,
- většina filmu se natáčela v Maďarsku.